# Aeroportul Lucas do Rio Verde
Aeroportul Lucas do Rio Verde (IATA: LVR, ICAO: SILC) este un aeroport din Mato Grosso, Brazilia ce deservește zona Lucas do Rio Verde. Aeroportul a fost tranzitat în 2021 de 5 pasageri. A fost numit după zona deservită.
Situat la o altitudine de 414 m, aeroportul dispune de 1 pistă.

## Infrastructură

### Piste
Aeroportul dispune de o singură pistă. Pista 8/26 are suprafața de asfalt și dimensiunile 1.000 m × 20 m. 